# Daptonema miamiense
Daptonema miamiense is een rondwormensoort uit de familie van de Xyalidae. De wetenschappelijke naam van de soort is voor het eerst geldig gepubliceerd in 1969 door Hopper.